# زيوة (ملكاري)
زيوة هي قرية في مقاطعة سردشت، إيران. عدد سكان هذه القرية هو 386 في سنة 2006.